# Unterdießen
Unterdießen est une commune de Bavière (Allemagne), située dans l'arrondissement de Landsberg am Lech, dans le district de Haute-Bavière.